# Руссо, Джуни
Джуни Руссо (итал. Giuni Russo, настоящее имя Джузеппа Ромео (итал. Giuseppa Romeo); 7 сентября 1951, Палермо, Сицилия — 14 сентября 2004, Милан) — итальянская певица и композитор. Заслужила признание благодаря своим выдающимся вокальным данным (диапазон почти в пять октав) и постоянным экспериментам в попытках соединить эстрадный и классический стили пения. У широкой публики её имя ассоциируется с несколькими коммерческими хитами начала 1980-х годов, прежде всего с синглом «Лето на море» (итал. Un’Estate al Mare). Участвовала в фестивалях в Сан-Ремо в 1968 и 2003 годах.

## Жизнь и творчество
Джузеппа Ромео росла в семье, где любили оперную музыку. Талант девочки проявился рано, и она уже с юных лет серьёзно занималась пением и композицией.
В 1967 году, выступая под именем Джузи Ромео, победила на конкурсе молодых талантов «Кастрокаро» (Castrocaro) и завоевала право участвовать в следующем году на фестивале в Сан-Ремо. Однако исполненная там ею песня No Amore, явно не подходившая Джузи по возрасту, славы юной певице не принесла. Следующий сингл — L'onda — оказался более успешным, и Джузи Ромео получила возможность выступить на престижных песенных конкурсах «Кантаджиро» (Cantagiro) и «Фестивальбар» (Festivalbar).
В 1969 году молодая исполнительница побывала на трехмесячных гастролях в Японии, где встретила своё 18-летие. На этом и завершился первый этап её биографии. Джузи уехала в Милан в поисках новых возможностей для продолжения карьеры. Тогда же она повстречалась с Марией Антониеттой Сизини (Maria Antonietta Sisini), ставшей её постоянным соавтором в музыкальном творчестве и верной спутницей жизни.
В 1975 на немецком лейбле BASF под псевдонимом Junie Russo вышел первый полноценный альбом певицы Love is a woman. Все песни в нём, написанные в соавторстве с М.А.Сизини, были на английском языке. Альбом понравился критикам, но из-за слабой рекламы успеха не имел.
Какое-то время Руссо и Сизини вместе с Кристиано Мальджольо (Cristiano Malgioglio) писали песни для других артистов, самой популярной из которых стала Ho fatto l'amore con me, исполненная в 1980 году Амандой Лир.
Карьера певицы, сменившей к тому времени псевдоним на Джуни Руссо (итал. Giuni Russo), пошла в гору, когда ей удалось через гитариста Альберто Радиуса (Alberto Radius) познакомиться с известным композитором и исполнителем Франко Баттиато. В 1981 году на крупном итальянском лейбле CGD вышел альбом Energie, ставший плодом совместного творчества Баттиато, Радиуса, Джусто Пио (Giusto Pio), самой Джуни Руссо и М.А.Сизини. Здесь нетривиальные вокальные возможности певицы, наконец, нашли себе соответствующее применение. Такие песни, как Una vipera saró, Crisi metropolitana и L'addio, быстро завоевали популярность, а вышедший в 1982 году сингл Un'estate al mare стал настоящим хитом, сразу же превратив Джуни в «звезду» итальянской поп-музыки. Песня Un'estate al mare продержалась в хит-парадах 8 месяцев и принесла Джуни Руссо победу на конкурсе «Фестивальбар». CGD выпустила ещё несколько её дисков, но отношения между продюсерами и певицей испортились в связи с тем, что компания была заинтересована, в первую очередь, в потенциальных шлягерах (в 1984 году Джуни должна была поехать в Сан-Ремо с песней Ciao, но CGD заменили её на вернувшуюся на сцену Патти Право), в то время как Джуни Руссо хотела записывать более серьёзную музыку.
Уйдя с CGD, Джуни Руссо начинает работать с лейблом Bubble Record, а после - с лейблом своего друга Франко Баттиато L'Ottava, где выпускает альбом «В доме Иды Рубинштейн» (итал. A casa di Ida Rubinstein), состоящий из произведений таких классиков, как Винченцо Беллини, Гаэтано Доницетти и Джузеппе Верди, в оригинальной современной обработке. Сейчас музыкальные критики называют этот диск лучшей работой певицы, но тогда, в 1988 году, его выход заметили лишь самые верные поклонники таланта Джуни Руссо.
В 1987 году Джуни пытается снова выступить в Сан-Ремо, но попытка не удалась.
Альбом A casa di Ida Rubinstein ознаменовал собой окончательный отход Джуни от коммерческой музыки — к авангардистским экспериментам в стиле арт-поп, то есть к попыткам соединить современную поп-музыку с классическими традициями.
В 1994 году Джуни удалось пробиться на фестиваль Сан-Ремо с песней La sua figura, но комиссия фестиваля на генеральной репетиции вычеркнула певицу из списка участников. В том же году на лейбле EMI выходит весьма эклектичный в музыкальном отношении альбом Se fossi più simpatica sarei meno antipatica. В качестве текста заглавной композиции использованы фрагменты монолога "Fortunello" известного итальянского комедийного актера начала XX века Этторе Петролини (Ettore Petrolini). В альбоме также ощущается зародившееся в то время серьёзное увлечение Джуни Руссо религиозной тематикой — трудами Терезы Авильской, Иоанна Креста и Эдит Штайн. Эти творческие и духовные поиски нашли своё отражение и в концертном альбоме Signorina Romeo Live, выпущенном в 2002 году лейблом Sony Music.
В 1997 году, на лейбле NAR International выходит сингл Gabbiano. Он являлся частью альбома Gelsomini D'Arabia, который из-за проблем с финансированием так и не вышел (впоследствии он был опубликован по частям).
В 2002 году, в интервью, Джуни Руссо рассказала, что музыка занимала всё свободное время, и она жалеет, что у неё не было ни мужа, ни детей.
В 2003 году Джуни Руссо получила повторную возможность выступить на фестивале Сан-Ремо — с собственной песней Moriró d'amore (с которой она пыталась пробиться на этот фестиваль в 1989 и 1997 годах) в аранжировке Франко Баттиато. Публика была шокирована внешним видом певицы, но выяснилось, что виной всему была не экстравагантность Джуни, а последствия курса химиотерапии.
Джуни Руссо умерла от рака в 2004 году в возрасте 53 лет, перед этим успев выпустить альбом-саундтрек для немого фильма 1926 года Napoli che canta.
После смерти певицы Мария Антониетта создала ассоциацию GiuniRussoArte, занимающейся продвижением творческого наследия Джуни. В 2005 году вышел DVD Mediterranea Tour вместе с ремастированным диском A casa di Ida Rubinstein, в 2006 году вышел сборник дуэтов в новых аранжировках Unusual, включающий в себя неопубликованную песню American Man (1979); в 2007-м — сборник на 3-х дисках The Complete Giuni и документальный фильм, снятый Баттиато — La sua figura; в 2008-м — Cercati in me; в 2009-м — книга Giuni Russo. Da un'estate al mare al Carmelo с диском, на котором записаны 6 неопубликованных песен и фильм La sua figura; в 2011-м — A casa di Ida Rubinstein 2011, переиздание альбома 1988 года в новых аранжировках; в 2012-м — Para siempre и ремастированная версия альбома 1975 года Love is a woman; в 2013-м — альбом Unica (спродсюсированный Марией Антониеттой и Кристиано Мальджольо) с песнями периода 1968-1978 и Duets (отредактированное цифровое переиздание Unusual) с неопубликованной версией Moriró d'amore — Le tue parole (1988).
В 2014-м году вышел альбом Il ritorno del soldato Russo, в котором были выпущены первые демозаписи Джуни, а так же 4 неизданные песни 1990-х годов, а также перевыпущены альбомы, изданные во времена контракта со Sony Music: Moriró d'amore, Demo.de.midi, Napoli che canta.
В 2015-м году, в честь 30-летия написания песни Alghero и 500-летия со дня рождения Терезы Авильской, были выпущены ремикс Alghero Remix 2015, живой альбом Las Moradas Live, посвященный Папе Римскому Франциску, с полной версией конерта 29 декабря 1999 года в Базилика Сан-Лоренцо-Маджоре. Также был проведен специальный концерт в честь 500-летия со дня рождения Терезы Авильской в монастыре кармелиток (которых Джуни всегда поддерживала) в Милане, в котором использовались видео Джуни, а также при участи Дулсе Понтеш (Dulce Pontes), известной португальской певицы, была спета песня Джуни Nada te turbe.
В 2016-м был выпущен сборник, состоящий из 4х дисков, Fonte D'Amore, включавший в себя переиздания альбомов Giuni, Album и Il ritorno del soldato Russo, а также новый альбом демо-записей - Sharazad.
В 2017-м был выпущен альбом Armstrong, содержащий песни, записанные в 1980-м году.

## Дискография

### Как Giusy Romeo
Синглы
- 1968 — No amore / Amerai — Columbia/EMI (SCMQ 7082)
- 1968 — L’onda / Lui e Lei — Columbia/EMI (SCMQ 7095)
- 1968 — I primi minuti / Fumo negli occhi — Columbia/EMI (SCMQ 7118)

### Как Junie Russo
Синглы
- 1975 — Milk Of Paradise / I’ve Drunk In My Dream — BASF (06 13325-Q)
- 1975 — Everything Is Gonna Be Alright / Vodka — BASF (06 13330-Q)
- 1975 — In trappola / Lui nell’anima — Ghibli (CD 4506)
- 1976 — Mai / Che mi succede adesso — Durium (Ld A 7950)

Альбомы
- 1975 — Love is a woman — BASF (21-23326 Q)

### Как Giuni Russo
Синглы
- 1978 — Soli noi / La chiave — Elektra Records (T 12290)
- 1982 — Un’estate al mare / Bing bang being — CGD (CGD 10401)
- 1982 — Good Good-Bye / Post-moderno — CGD (CGD 10437)
- 1982 — Una vipera sarò / Tappeto volante — CGD
- 1983 — Good Good-Bye / Un’estate al mare — CGD (B 105.017)
- 1984 — Mediterranea / Limonata cha cha cha — CGD (CGD 10548)
- 1986 — Alghero / Occhiali colorati — Bubble Record (BLU 9233)
- 1987 — Ragazzi al luna-park / Mango papaia — Bubble Record (BLU 9238)
- 1987 — Adrenalina / Adrenalina (Disco mix) — Bubble Record (BLUX 934)
- 1987 — Mango Papaia / Mango papaia (remix strumental) — Bubble Record (BLUX ?)
- 1990 — Un’estate al mare / Una vipera sarò —  CGD (CGD 3984 23892-9)
- 1994 — Se fossi più simpatica sarei meno antipatica — EMI
- 1995 — Un’estate al mare (love guitar remix) / Un’estate al mare (deep mix) / Un’estate al mare (July 41 st) — ITWHY (ITW 05)
- 1997 — Gabbiano / Fonti mobili — NAR (NAR 40132)
- 2000 — Un’estate al mare (space mix) / Un’estate al mare (club mix) / Un’estate al mare (dub version) — Hitland (EXTRA 05 CDs)
- 2003 — Morirò d’amore / Il re del mondo (live) — Sony Music (COL 673598 1)
- 2006 — Un’estate al mare (remix feat. Megahertz) — Radio Fandango (Promo)
- 2006 — Adrenalina (remix feat. MAB) — Radio Fandango (Promo)
- 2006 — Una vipera sarò (remix feat. Caparezza) — Radio Fandango (Promo)
- 2012 — Para siempre — Pirames International (Digital)
- 2015 — Alghero Remix 2015 — Edel Italia (Digital)

Альбомы
- 1981 — Energie — CGD (CGD 20269)
- 1983 — Vox — CGD (CGD 20360)
- 1984 — Mediterranea — CGD (CGD 20409)
- 1986 — Giuni — Bubble Record (BLULP 1822)
- 1987 — Album — Bubble Record (BLULP 1825)
- 1988 — A casa di Ida Rubinstein — L’Ottava/EMI (64 7915301)
- 1992 — Amala — CGD (4509-90011-2)
- 1994 — Se fossi più simpatica sarei meno antipatica — EMI (7243 8 29956 2 3)
- 1998 — Voce prigioniera — NAR International (NAR 1349 2)
- 2002 — Signorina Romeo Live — Sony Music (COL 510446 2)
- 2003 — Morirò d’Amore — Sony Music (COL 511058 2)
- 2003 — Demo.De.Midi — Sony Music (COL 514942 2)
- 2004 — Napoli che canta — Sony Music (COL 515269 2)
- 2006 — Unusual — Radio Fandango (0175312RAF)
- 2008 — Cercati in me — Edel Italia (4029758948422)
- 2011 — A casa di Ida Rubinstein 2011 — Edel Italia (4029759065791)
- 2012 — Love is a woman — Edel Italia (020789)
- 2012 — Para siempre — Ice Records (ICE12/16CDDVD)
- 2013 — Unica — Edel Italia
- 2013 — Duets — Edel Italia
- 2014 — Il ritorno del soldato Russo — Edel Italia
- 2015 — Las Moradas Live — Edel Italia
- 2016 — Fonte d'Amore - A1 Entertainment
- 2017 — Armstrong - Edel Italia

DVD
- 2004 — Napoli che canta
- 2005 — Mediterranea Tour (with CD "A casa di Ida Rubinstein")
- 2006 — Unusual
- 2007 — La sua figura
- 2011 — A casa di Ida Rubinstein 2011
- 2012 — Para siempre

Компиляции
- 1983 — Un’estate al mare — CGD
- 1987 — Sere d’agosto — CGD (LSM 1274)
- 1989 — I successi di Giuni Russo — Bubble Record (SPI13)
- 1990 — Le più belle canzoni — CGD (9031 72212-2)
- 1996 — Onde leggere — Tring (TRI 028)
- 1997 — La sposa — Fuego (PCD 2100)
- 1999 — Alghero — Replay Music (RSCD 8032)
- 2000 — Il meglio (новые аранжировки) — Mr Music/D.V. More Record (MRCD 4198)
- 2000 — I miei successi (новые аранжировки) — D.V. More Record (CD DV 6411)
- 2003 — Irradiazioni (ранее не публиковавшиеся записи) — NAR International (NAR 511237 2)
- 2004 — Voce che grida (сборник Irradiazioni + альбом Voce prigioniera) — NAR International
- 2007 — The Complete Giuni (ранее не публиковавшиеся записи и новые аранжировки) — Radio Fandango (0184762RAF)
- 2016 — Fonte d'Amore - A1 Entertainment